# 丁氏双鳍电鳐
丁氏双鳍电鳐（学名：Narcine timlei）为雙鰭电鳐科双鳍电鳐属的鱼类。分布于印度洋、印度尼西亚以及南海等海域。该物种的模式产地在Tranquebar。

## 特徵
本魚背鰭2枚，體前端近於圓形，口及唇周圍有深溝；頷長明顯可伸縮；吻寬，尾部兩側有縱走皮褶，第一背鰭起點在腹鰭基底後端以後，2枚背鰭大小相等。尾部長約與體盤前後徑等長。體背褐色，有多數暗色斑點，大於噴水孔。有時圓斑合併成為不規則條紋。體長可達38公分。

## 生態
本魚為溫、熱帶底棲性魚類，肉食性，游泳性不強，常停棲於沙泥地或將身體半埋於沙中。以底棲無脊椎動物及小魚為食。胸鰭兩側邊緣具發電器官，為危險生物。卵胎生，可分泌汁液供給胎兒營養。

## 經濟利用
不做食用，多做為下雜魚。另也飼養在水族館供人觀賞。

## 扩展阅读
維基物種上的相關：丁氏双鳍电鳐